# König & Meyer
König & Meyer est une entreprise allemande située à Wertheim, elle est spécialisée dans la production de stands pour instruments de musique.

## Historique
La société König & Meyer est fondée en 1949 par Karl König et Erich Meyer, elle compte alors dix employés qui se chargent de produire les stands pour instruments. En 1968, Martin König prend la succession de son père Karl (à la suite du décès de ce dernier), l'effectif de l'entreprise est alors de 160 personnes qui s'affairent dans des locaux d'une surface de 2 700 m2. C'est Brigitta Meyer qui, à son tour, prend la succession de son père, Erich Mayer. À l'heure actuelle, ce sont plus de 270 personnes qui sont employées par la société.
Les produits König & Meyer sont distribués en France par Saico.